# Wybory parlamentarne na Słowacji w 2012 roku
Wybory parlamentarne na Słowacji w 2012 roku – wybory na Słowacji, które odbyły się 10 marca 2012 po upadku centroprawicowego rządu Ivety Radičovej ze Słowackiej Unii Chrześcijańskiej i Demokratycznej – Partii Demokratycznej. W wyborach zwyciężyło lewicowe ugrupowanie Roberta Ficy – SMER – z wynikiem 44,41%.

## Wyniki wyborów
| Ugrupowanie                                                         | Liczba kandydatów         | Głosy     | Poparcie (%) | Mandaty | Zmiana |
| ------------------------------------------------------------------- | ------------------------- | --------- | ------------ | ------- | ------ |
| Kierunek – Socjalna Demokracja                                      | 150                       | 1 134 280 | 44,41        | 83      | +21    |
| Ruch Chrześcijańsko-Demokratyczny                                   | 150                       | 225 361   | 8,82         | 16      | +1     |
| Zwyczajni Ludzie i Niezależni                                       | 150                       | 218 537   | 8,55         | 16      | +16    |
| Most-Híd                                                            | 150                       | 176 088   | 6,89         | 13      | –1     |
| Słowacka Unia Chrześcijańska i Demokratyczna – Partia Demokratyczna | 150                       | 155 744   | 6,09         | 11      | –17    |
| Wolność i Solidarność                                               | 150                       | 150 266   | 5,88         | 11      | –11    |
| Słowacka Partia Narodowa                                            | 150                       | 116 420   | 4,55         | 0       | –9     |
| Partia Węgierskiej Koalicji                                         | 150                       | 109 483   | 4,28         | 0       | 0      |
| 99 Procent – Głos Obywatelski                                       | 111                       | 40 488    | 1,58         | 0       | *      |
| Partia Ludowa – Nasza Słowacja                                      | 70                        | 40 460    | 1,58         | 0       | 0      |
| Demokratyczny Związek Słowacji                                      | 53                        | 33 155    | 1,29         | 0       | 0      |
| Partia Wolnego Słowa Nory Mojsejovej                                | 150                       | 31 159    | 1,22         | 0       | *      |
| Partia Ludowa – Ruch na rzecz Demokratycznej Słowacji               | 150                       | 23 772    | 0,93         | 0       | 0      |
| Komunistyczna Partia Słowacji                                       | 150                       | 18 583    | 0,72         | 0       | 0      |
| Naród i Sprawiedliwość – Nasza Partia                               | 150                       | 16 232    | 0,63         | 0       | *      |
| Partia Zielonych                                                    | 100                       | 10 832    | 0,42         | 0       | 0      |
| Prawo i Sprawiedliwość                                              | 150                       | 10 604    | 0,41         | 0       | *      |
| Robimy to dla Dzieci – Wolne Forum                                  | 133                       | 8908      | 0,34         | 0       | 0      |
| Zieloni                                                             | 15                        | 7860      | 0,30         | 0       | *      |
| Nasz Kraj                                                           | 123                       | 4859      | 0,19         | 0       | *      |
| Partia Demokratycznej Lewicy                                        | 150                       | 4844      | 0,18         | 0       | 0      |
| Zwyczajni Ludzie                                                    | 34                        | 4320      | 0,16         | 0       | *      |
| Związek Samozatrudnionych Słowacji                                  | 28                        | 3963      | 0,15         | 0       | *      |
| Partia Słowackich Obywateli                                         | 148                       | 3836      | 0,15         | 0       | *      |
| Partia Związków Romów na Słowacji                                   | 32                        | 2891      | 0,11         | 0       | *      |
| Partia +1 Głos                                                      | 20                        | 779       | 0,03         | 0       | *      |
| Razem (frekwencja 59,11%)                                           | Razem (frekwencja 59,11%) | 2 553 726 | –            | 150     | –      |
| * Ugrupowanie nie startowało w poprzednich wyborach                 |                           |           |              |         |        |

## Wykres
Poniższy wykres pokazuje rozkład głosów na partie w poszczególnych powiatach.